# Café con leche (un documental sobre Guillén Landrián)
Café con leche es un documental cubano dirigido por Manuel Zayas y estrenada en el año 2003

## Sinopsis
Desde el presente más cotidiano de la Cuba actual, se descubren las motivaciones del más maldito artista de la cinematografía cubana: Nicolás Guillén Landrián (1938-2003). En constantes recurrencias a los archivos se vuelve al pasado, a través de las imágenes que el documentalista registrara hace más de tres décadas. El mismo Nicolás Guillén Landrián explica, en primera persona, los conflictos suyos con su época, que no lo supo comprender enteramente. Realizado por Manuel Zayas.
- Datos: Q2894900